# George Mackenzie (1er comte de Cromartie)
George Mackenzie (1630-1714) est un homme d'État écossais.

## Biographie
Il est né à Innerteil, près de Kinghorn, Fife, en 1630, le fils aîné de Sir John Mackenzie de Tarbat - petit-fils de Sir Roderick MacKenzie et arrière-petit-fils de Colin Mackenzie de Kintail, et neveu du premier Lord Mackenzie de Kintail, Ross -shire, l'ancêtre des Mackenzies, comtes de Seaforth. Sa mère est Margaret, fille de Sir George Erskine d'Innerteil, seigneur d'Innerteil, lord de la cour de session .
Il fait ses études à l'Université de St Andrews et au King's College d'Aberdeen, où il obtient son diplôme en 1646. Il devient un érudit classique accompli et cultive des intérêts pour la littérature et la science, mais la politique est son principal intérêt. En 1653, il rejoint le soulèvement de Glencairn au nom de Charles II, et lors de la défaite de John Middleton (1er comte de Middleton), le 26 juillet 1654, s'enfuit au château d'Eilean Donan. Il hérite des domaines familiaux à la mort de son père le 10 septembre 1654, mais après s'être enfui sur le continent, il reste en exil jusqu'à la Restauration, occupant une grande partie de ses loisirs à l'étude du droit .
Lors de la restauration de Charles II en 1660, Middleton, l'ancien commandant de Mackenzie, a la gestion des affaires écossaises, et Mackenzie est son principal confident. Son parent, sir George Mackenzie, le décrit à cette époque comme « un cavalier passionné », mais une ambition vive influence sa conduite politique autant que la passion ou les préjugés .
Le 14 février 1661, il est nommé Lord de Session avec le titre judiciaire de Lord Tarbat et est élu la même année membre des Etats du comté de Ross. Il est crédité par Sir George Mackenzie d'être le principal auteur de la loi adoptée en 1661 annulant toutes les lois adoptées au Parlement de 1640 et par la suite, mais le principal objectif de la loi est de préparer l'établissement de l'épiscopat.
Dans leur politique en faveur de l'épiscopat, Middleton et Tarbat s'opposent à cette époque à John Maitland (1er duc de Lauderdale), ministre des Affaires écossaises. Ils décident donc de le perdre, le dessein étant que Tarbat, qui « était alors très considéré à la cour, comme l'un des hommes les plus extraordinaires que l'Écosse eût produits », succède à Lauderdale comme secrétaire d'État.
A cet effet, en 1662, ils élaborent le fameux « acte de logement », dont le mérite revient probablement à Tarbat. La proposition est, par un vote secret des états, de déclarer certaines personnes incapables d'occuper une charge de confiance publique ; mais lorsque le résultat du vote – qui disqualifie Lauderdale entre autres – est envoyé au roi, il « jeta l'acte de cantonnement dans son cabinet, déclarant qu'il ne suivrait pas leurs conseils et qu'il ne divulguerait pas leur secret ». Une enquête plus approfondie, à l'instigation de Lauderdale, conduit à la découverte que Middleton a trompé à la fois le roi et le parlement, et il est démis de ses fonctions, tandis que Tarbat, pour son lien avec l'intrigue, est le 16 février 1664 privé de son siège sur le banc .
Il reste en disgrâce jusqu'en 1678, date à laquelle, par l'intermédiaire de Sharp auprès du duc et de la duchesse de Lauderdale, il est nommé le 16 octobre Lord Justice General of Scotland. Le jour suivant, il reçoit une pension de 200 £ de Charles II et, en novembre, est admis conseiller privé d'Écosse. Le lendemain de son admission, il présente une lettre du roi, à enregistrer dans les livres de sederunt, accordant le pardon du roi pour son lien avec l'acte de logement. Le 1er octobre 1681, il est nommé Lord Clerk Register, et le 11 novembre suivant, il est de nouveau admis comme lord ordinaire de session .
À la chute de Lauderdale en 1682, Tarbat devient ministre en chef du roi en Écosse et conserve ce poste jusqu'à la révolution. Peu de temps après l'avènement de Jacques II, il est le 15 février 1685 créé vicomte de Tarbat et Lord Macleod et Castlehaven dans la pairie d'Écosse pour lui et héritiers mâles de son corps .
A la révolution, Tarbat, dès qu'il comprend que la cause de Jacques est perdue, assure sa propre sécurité et son maintien au pouvoir. En conseillant en conseil le démantèlement de la milice, il facilite grandement l'établissement pacifique du nouveau gouvernement. Dans les 'Leven and Melville Papers' (p. 14) il est imprimé, sous la date du 25 avril 1689, une disculpation et décharge de sa charge d'enregistrement, le garantissant – en raison de ses loyaux services tant à mettre « en ordre et méthode » les divers documents dont il a la charge qu'à recouvrer beaucoup de ceux qui manquaient — « de tout danger pour sa personne ou ses biens, nonobstant tous actes, écrits, conseils, discours ou crimes commis par lui ». Il semblerait, cependant, qu'il n'a été finalement disculpé qu'après le 17 janvier 1690 .
En 1689, il envoie un mémoire au gouvernement, proposant une reconnaissance conjointe des presbytériens et de l'épiscopat. Après Killiecrankie, il est employé par le gouvernement pour traiter avec les clans des Highlands. Il comprend parfaitement la politique des Highlands, et ses conseils avisés sont d'un avantage considérable pour parvenir à un règlement. Si, dit Macaulay, son plan (de distribuer quelques milliers de livres sterling parmi les chefs des Highlands) aurait été tenté lorsqu'il l'a recommandé, au lieu de deux ans plus tard, « cela aurait probablement évité bien des effusions de sang et de la confusion ». Le 5 mars 1692, il est rétabli à la charge de greffier, mais en démissionne vers la fin de 1695. Selon le secrétaire Johnstone, il a été surpris en train de "malverser grossièrement dans son bureau de greffier à la fois dans les affaires publiques et privées" .
À l'avènement de la reine Anne, Tarbat est nommé le 21 novembre 1702 l'un des secrétaires d'État, et le 1er janvier 1703, est créé comte de Cromartie. Par la suite, il est choisi comme pair représentatif. En 1704, il démissionne de son poste de secrétaire et, le 26 juin 1705, est nommé lord justice général, conservant ses fonctions jusqu'en 1710 .
Lockhart déclare que « bien qu'il ait prétendu favoriser la famille royale [la famille en exil] et le clergé épiscopal, il n'a jamais fait un seul acte en faveur de l'un d'eux, sauf que lorsqu'il était secrétaire de la reine Anne, il a obtenu un acte de Indemnité et lettre d'elle recommandant le clergé épiscopal à la protection du Conseil privé ; mais si cela provenait d'un désir et d'un dessein de les servir est facile à déterminer si l'on considère que la reine Anne n'a pas plus tôt déserté le parti et les maximes des conservateurs, mais sa seigneurie est devenue un aussi grand Whig que le meilleur d'entre eux, s'est joint au parti de Tweedale pour faire avancer la succession de Hanovre au Parlement 1704, et était enfin un zélé ardent et écrivain en faveur de l'Union ». Le plaidoyer habile et judicieux de Cromarty en faveur de l'union avec l'Angleterre est, cependant, son titre principal en tant qu'homme d'État, et il expie beaucoup de ce qui était insensé et incohérent dans sa carrière. 
Il meurt à New Tarbat le 17 août 1714 et est enterré, non comme il l'a ordonné à côté de sa seconde épouse à Wemyss, mais à côté de ses ancêtres à Dingwall .

## Famille
De sa première épouse, Anna, fille de James Sinclair de Mey, il a quatre fils : Roderick, mort jeune ; John, qui succède à son père ; Kenneth et James . James a une fille, l'excentrique Lady Anne Dick. Par sa seconde épouse, Margaret, comtesse de Wemyss, il n'a aucun descendant .

## Travaux
Cromarty conserve toute sa vie des intérêts variés en dehors de la politique. Il est consulté par Sir Robert Moray en ce qui concerne la formation de la Royal Society de Londres, et contribue à ses « Transactions » par les documents suivants :
- « Remarques sur les transactions d'avril 1675 » (« Transactions », x. 305)[3];
- Compte des vents violents et du gel (ib. x. 307) )[4];
- Observations sur l'histoire naturelle faites en Écosse (ib. x. 396)[5] ;
- « Mosses en Écosse », dans une lettre au Dr Hans Sloane, 15 novembre 1670 (ib ; xxvii. 296)[6]

Un « compte de Hirta et Rona » (îles des Hébrides) est publié dans « Miscellanea Scotica », 1818, ii. 79. Il publie un grand nombre de pamphlets politiques, dont certains sont maintenant rares :
- 'Mémorial pour Son Altesse le Prince d'Orange en relation avec les affaires d'Ecosse, ainsi que l'adresse du parti presbytérien dans ce royaume à son altesse, et quelques observations sur cette adresse par deux personnes de qualité,' publié anonymement, Londres, 1689. 2* 'Parainesis Pacinca. or a Persuasive to the Union of Britain », Édimbourg, 1702, dans lequel il démontre de manière exhaustive qu'« il ne reste qu'un mode d'union, à savoir. celui d'être unis en un seul corps, sous une même tête, par une perpétuelle unité identificatrice.
- "Quelques réflexions brèves et modestes persuadant qu'une juste indulgence soit accordée au clergé épiscopal et au peuple d'Écosse", 1703.
- « Suite de quelques réflexions brèves et modestes. Avec un post-scriptum justifiant la doctrine épiscopale de l'obéissance passive,' 1703.
- 'Discours au Parlement d'Écosse, 11 juillet 1704' (à la lecture du discours de la reine).
- 'Une lettre d'EC [comte de Cromarty] à EW [comte de Wemyss] concernant l'Union, et une deuxième lettre sur l'Union britannique,' 1706.
- 'Lettre à M. de P.' 8.' Trilogues : Une conférence entre M. Con, M. Pro, &c, concernant l'Union,' 1706 (anonyme).
- « Réponse amicale à une lettre concernant les observations et la réponse de Sir George Mackenzie et de Sir John Nisbet sur la question de l'Union », 1706.
- ' Plusieurs propositions conduisant à une nouvelle union de la Grande-Bretagne,' 1711. [1]

Ses autres œuvres sont :
- ' Une justification du roi Robert III de l'imputation de bâtard, par la preuve claire d'Elizabeth Mure (fille de Sir Adam Mure de Rowallan), elle étant la première épouse légitime de Robert II, puis intendant d'Écosse et comte de Strathern ,' Édimbourg, 1695.
- "Plusieurs propositions conduisant à une nouvelle union de la Grande-Bretagne", 1711.
- ' Compte historique de la conspiration du comte de Gowrie et de Robert Logan de Restalrig contre James VI,' 1713.
- 'Une justification de la même chose des erreurs de M. John Anderson, prédicateur de Dumbarton, dans sa défense du presbytère,' 1714. Il a également publié :
- 'Synopsis Apocalyptica, or a Short and Plain Explication of Daniel's Prophecy and of St. John's Revelation in concert with it', 1707 (une tentative d'appliquer les prophéties aux événements et de calculer par années quand les événements prédits se produiront). [1]

Sa « Vindication de la réforme de l'Église d'Écosse, avec quelques comptes rendus des archives » est imprimée dans le Scots Magazine pour 1802 à partir d'un manuscrit en possession de Constable, l'éditeur. Une « histoire de la famille de Mackenzie », par Sir George Mackenzie, premier comte de Cromarty, est imprimée dans Fraser's Earls of Cromartie, ii. 462-573 .